# Salt Rock State Campground
Salt Rock State Campground ist ein State Park auf dem Gebiet der Stadt Sprague im US-Bundesstaat Connecticut. Durch den Erwerb eines privaten Campingplatzes konnte ein Uferabschnitt des Shetucket River von einer Meile (ca. 1,6 km) Länge unter Schutz gestellt werden. Der Park bietet 71 Camp-Plätze, einen Pool und Möglichkeiten zum Angeln.
2001 erwarb der Staat den Campingplatz für US$ 750.000 von den Besitzern Dwight und Jean Lathrop, deren pflegliche Verwaltung (sensitive stewardship) in der Presse gelobt wurde. Auf diese Art soll der Schutz eines der „letzten grünen Täler“ im Ballungsraum Boston-Washington, der Quinebaug and Shetucket Rivers Valley National Heritage Corridor gefördert werden. Ziel ist es, durch Ökotourismus langfristig die Natur zu erhalten und gleichzeitig Einnahmen zu erwerben.